# Chicagói sörlázadás
A chicagói sörlázadás a városvezetés és a bevándorlók között az italméréseket érintő rendelkezések miatt kiéleződő feszültség nyomán kitört zavargás volt, 1855. április 21-én.
1850-ben Chicago majd 30 ezres lakosságának felét bevándorlók tették ki, akik között a két legnagyobb csoport az írek (39%) és a németek (32%) voltak. 1855-ben a választópolgárok Levi Boone-t emelték a polgármesteri székbe, aki pártja, az Amerikai Párt (ismertebb nevén a Know Nothing mozgalom) platformjának megfelelően a növekvő bűnözés okát a bevándorlókban vélte megtalálni.
A város északi részén élő németek zárt közösséget alkottak, saját maguk által fenntartott templomokkal, iskolákkal, újságokkal - és sörfőzdékkel. Akkoriban se a kikötő, se a mezőgazdasági termények kereskedelme nem indult még virágzásnak, Chicago gazdaságának egyetlen (országos szinten is) említésre érdemes teljesítménye a német sör volt. Boone ezen a fronton indított támadást: a szeszesital mérési engedélyek díját évi 50-ről 300 dollárra emelte, érvényességi idejüket pedig három hónapra csökkentette. Továbbá felszólította Cyrus P. Bradley rendőrfőnököt, hogy tegyen meg mindent annak a már tizenkét éve létező rendeletnek a betartatása érdekében, ami az italméréseket vasárnaponként zárva tartásra kötelezte. A háromszorosára emelt létszámú rendőrség razziái az északi kerületek német és a városközpont ír kocsmáira terjedtek ki, a déli kerületek amerikai tulajdonban lévő intézményeit a hátsó ajtón keresztül továbbra is nyugodtan lehetett látogatni, akár vasárnap is.
Az Amerikai Párt egyik célkitűzése az országos szesztilalom volt, ezt pedig csak akkor lehet majd zökkenőmentesen bevezetni - gondolta Boone -, ha már csak a felsőbb osztályok tagjainak kezében vannak italmérések, mivel velük "lehet értelmesen tárgyalni".
A német és ír kocsmárosok ellenálltak: engedély nélkül is tovább működtek. A rendőrök több mint kétszáz embert tartóztattak le. Az első próbaper, mely az összes többi vádlott ügyében is precedensül szolgált, 1855. április 21-én vette kezdetét. Mintegy ötszáz tüntető nyomult a Cook megyei bíróság épületébe, majd amennyien csak tudtak, a tárgyalóterembe, és közölték a város képviselőivel, hogy számukra kedvezőtlen döntés esetén erőszakkal is megvédik korábbi jogaikat. Ezután a Clark és a Randolph utcák kereszteződésében foglalták el állásaikat, ahonnan hamarosan húsz, husánggal felfegyverzett rendőr kergette szét őket.
Az északi kerületekbe visszavonult tüntetők újabb bajtársak toborzásába kezdtek, és Boone polgármester is erősítés után nézett: minden rendőrt szolgálatba hívott és ideiglenesen százötven polgárt is a rend fenntartására rendelt. Délután négykor körülbelül ezer fős tömeg közelített a bíróság felé, botokkal, késekkel és lőfegyverekkel felszerelkezve. (Még legalább ennyi jött volna, a városvezetés azonban felvonatta a hidakat, így sokan északon rekedtek.) Az épület kétszáz védője egy órán keresztül ellenállt, és az összecsapás végül eldöntetlenül zárult, a felek északra és délre húzódtak vissza. Csodával határos módon a számos sérült mellett csak egyetlen halálos áldozat volt.
Boone látta, hogy saját rendőrsége csak ideig-óráig képes kezelni a helyzetet, így a városba rendelte az illinois-i állami milícia két századát. Ugyanakkor azt is látnia kellett, hogy az újabb erősítés dacára sincs nyeregben: a próbaper tárgyalását abbahagyták, a letartóztatottakat óvadék ellenében elengedték, és alkohol-ellenes rendelkezéseiről június elejére népszavazást írtak ki. A szavazáson a lakosság 75%-a jelent meg (ez Illinois történetének legmagasabb részvételi aránya) és több mint 15 ezer szavazatnyi különbséggel a rendeletek eltörlése mellett döntöttek.
Boone-t a következő évben nem választották újra, pártja (jelentősnek soha nem nevezhető) népszerűsége is hanyatlani kezdett.